# Ruprecht von Laurenburg
Ruprecht, auch Rupert oder Robert, (* um 1050; † um 1110) war 1097 ein Graf im Siegerland und von 1079 bis 1089 erzbischöflich-mainzischer Vogt in Siegen. Graf zu Laurenburg.

## Familie
Ruprecht war von 1079 bis 1089 Vogt des Fürsterzbistums Mainz in Siegen, zu jener Zeit ein erbliches Amt, das an seinen Sohn Dudo überging. 
Ruprecht hatte mindestens drei Söhne: Dudo, Udalrich (Ulrich) und Drutwin III. Herr von Miehlen. Er gilt als einer der Stammväter des Hauses Nassau. Die Linie von Otto III. von Wettergau des Hauses Nassau endet um das Jahr 1124 mit dessen Tod. Die Grafen Rupert oder Ruprecht (1124–1152) und Arnold von Laurenburg (1124–1148), Söhne des Grafen Dudo, nahmen um 1120 die Burg Nassau in Besitz.